# Evangelische Kirche Westerfeld

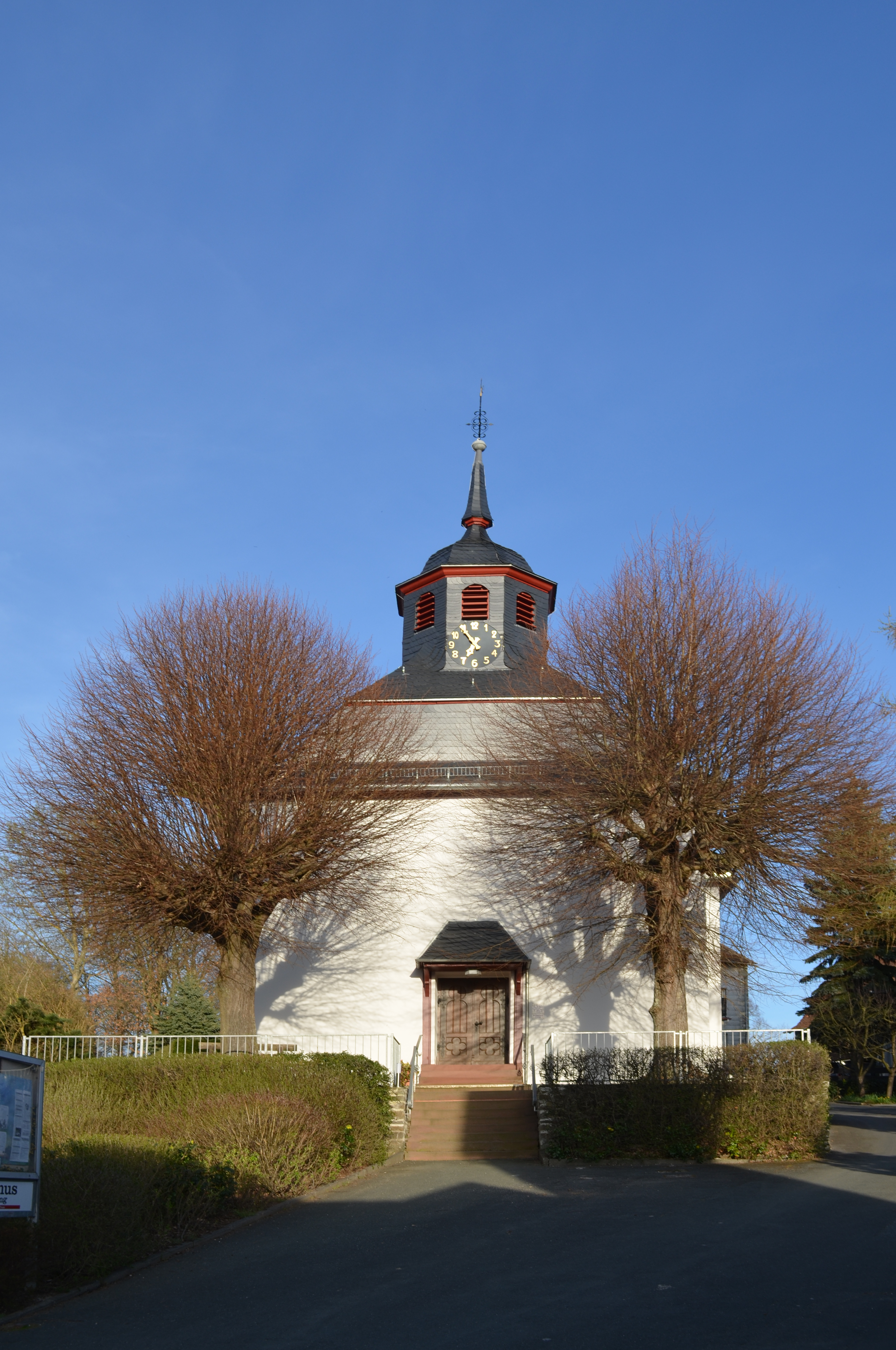
Evangelische Kirche Westerfeld

Die Evangelische Kirche Westerfeld wurde 1720 erbaut und steht als Kulturdenkmal unter Denkmalschutz.

## Geschichte
Westerfeld gehörte kirchlich zur Laurentiuskirche in Usingen. 1585 wurde eine kleine Kapelle erbaut (diese wurde 1604 erstmals urkundlich erwähnt) und der Friedhof angelegt. Diese Kapelle war Anfang des 18. Jahrhunderts baufällig geworden. Regentin Charlotte Amalie von Nassau-Usingen genehmigte 1718 den Bau der Westerfelder Kirche.
Der Entwurf des Baus wurde lange Zeit Johann Georg Bager, dem Sohn des Bauleiters am
Schlossbau in Wiesbaden-Biebrich, Johann Jakob Bager, zugeschrieben. Durch stilistische Vergleiche wurde vermutet, der Baumeister sei aber in Wirklichkeit der nassauische Hofbaumeister Benedikt Burtscher. So weist die von Burtscher erbaute Hugenottenkirche in Usingen ähnliche Merkmale (Spitzbogenfenster, Holzmaßwerk) auf. Mittlerweile ist die Rolle Burtschers auch durch Archivalien gefestigt.
Die Kirche wurde 1720 im Beisein des Erbprinzen Karl von Nassau-Usingen eingeweiht. 1816 war Westerfeld vorübergehend Filialkirche von Anspach. Seit 1982 ist die Verbindung zur zweiten Pfarrei in Usingen gelöst. Derzeit (Stand Juni 2020) ist die Kirchengemeinde mit jener in Hausen-Arnsbach pfarramtlich verbunden und gehört zum Dekanat Hochtaunus in der Propstei Rhein-Main der Evangelischen Kirche in Hessen und Nassau.

## Bau
Die Kirche wurde in zentraler Ortslage am Hang über einem kreuzförmigen Grundriss im Stil des ländlichen Barock erbaut. Der kleine Bau verfügt über schiefereingedeckte Walmdächer und einen achtseitigen, ebenfalls verschieferten Dachreiter mit Welscher Haube, helmförmigem Aufsatz, Knauf, feingliedrigem schmiedeeisernem Kreuz und Wetterhahn.
Die Außenansicht mit hell verputzten Außenwänden entspricht noch der Entstehungszeit. In den tiefen und rot ausgemalten Fensterlaibungen befinden sich Spitzbogenfenster. Innen findet sich ein Korbtonnengewölbe aus Holz, das heute verputzt ist. Es wird von einem Holzgesims von den Wandflächen getrennt. Die Dreiseitemporen stehen auf Holzsäulen. Sie stammen genauso aus der Entstehenszeit wie die Kanzel auf neogotischem Fuß. Eine Besonderheit ist das ursprüngliche Kirchengestühl im Langschiff. Jede Bankreihe hat ein Türchen mit Eisenbeschlägen.
Die Ostempore wurde im 19. Jahrhundert eingebaut. 1964–1967 erfolgte eine Innensanierung. Die Farbgebung im Inneren wurde im Stil dieser Zeit geändert. Eine weitere Sanierung von Oktober 2005 bis Palmsonntag 2006 führte dazu, dass die Kirche aufgrund von historischen Befunden nun die ursprüngliche Farbgebung erhielt.

## Orgel
Die Orgelempore nimmt die gesamte Länge des Querschiffes ein. Die Orgel wurde 1835 von Daniel Rassmann erbaut.